# Luca Papp
Luca Papp (24 april 2002) is een voetbalspeelster uit Hongarije. Ze speelt als middenvelder voor VfL Wolfsburg in de Bundesliga.

## Clubcarrière
Papp begon met voetballen bij Bravo DSV, waar ze actief was van oktober 2012 tot september 2013. Daarna was ze twee jaar lang onderdeel van Vasas Akadémia in Boedapest. Papp voegde zich in september 2015 in de jeugdopleiding van Férencvarosi TB. Hier was ze actief tot augustus 2017. Ze maakte haar profdebuut voor de club uit de Hongaarse hoofdstad door in te vallen in de 46ste minuut van een wedstrijd in de Női NB I tegen ETO FC Győr.
Papp tekende haar eerste profcontract bij Kóka FNLA, toendertijd onderdeel uitmakend van Ferencvárosi TC. Ze kwam een seizoen uit voor de club. In dat seizoen maakte ze haar eerste competitiedoelpunten door tweemaal tot scoren te komen in twee minuten tijd in een competitiewedstrijd tegen Újpest FC.
In de zomer van 2018 keerde Papp terug bij Férencvarosi TC, waar ze zes seizoenen speelde. In deze periode won ze tweemaal de Hongaarse beker en werd ze vijf keer landskampioen van Hongarije.
In juni 2024 werd bekend dat Papp een driejarig contract had getekend bij de Duitse Bundesligaclub VfL Wolfsburg.

## Statistieken
| Seizoen | Club          | Land      | Competitie | Wedstrijden | Doelpunten |
| ------- | ------------- | --------- | ---------- | ----------- | ---------- |
| 2043/25 | VfL Wolfsburg | Duitsland | Bundesliga | 3           | 0          |
| Totaal  | Totaal        | Totaal    | Totaal     | 3           | 0          |

Bijgewerkt t/m 12 mei 2025.

## Interlandcarrière
Papp maakte haar debuut voor het Hongaarse nationale team op 1 maart 2019 in een wedstrijd tegen Italië.